# Пам'ятник Воїну-визволителю (Кременчук)
Пам'ятник Воїну-визволителю — пам'ятник у центрі Кременчука у сквері імені Олега Бабаєва. Було відкрито 29 вересня 1951 року.

## Історія
До Другої світової війни на місці пам'ятника воїну-визволителю був будинок друку. Після визволення міста 29 вересня 1943 року над руїнами будинку друку у сквері «Жовтневий» (зараз сквер імені Бабаєва) було піднято червоний прапор над Кременчуком. У 50-х роках на місці зробили сквер.
У той час, після завершення Другої світової війни та капітуляції Японії, почалась Корейська війна. 25 червня 1950 року армія Північної Кореї, озброєна та підготовлена інструкторами Радянського союзу, почала наступ на Південну Корею. Відколи почалися воєнні дії на місці нижче пам'ятника Воїну-визволителю з'явився стенд із мапою Корейського півострова. Кожного дня червоною стрічкою позначалось просування північнокорейських військ на південь. До вересня 1950 року північнокорейські війська майже повністю окупували півострів. На підмогу Південній Кореї прийшли війська ООН, переважно американські, й почали контрнаступ. Відколи розпочався наступ військ ООН географічна мапа, яка була зроблена з ДСП чи дерева, зникла і з'явився чотирикутний паркан.
Через рік 29 вересня 1951 року відбулося відкриття пам'ятнику Воїну-визволителю. За задумом скульпторів, це повинен був бути воїн у касці, плащ-палатці, з автоматом і прапором у руках. Скульптура повинна справляти враження, ніби солдат зійшов на постамент після багатьох походів і залишився тут навіки. На замовлення Кременчуцького міськвиконкому залізобетонний пам'ятник заввишки у 6 метрів було виготовлено на Харківському скульптурному комбінаті.

До 40-річчя визволення міста, в 1983 році, на п'єдесталі пам'ятника встановили меморіальну дошку з написом 
|  | На цьому місці над колишньою будівлею Будинку друку 29 вересня 1943 воїни 2-го батальйону 19-ї мотострілецької бригади під командуванням капітана Ш. Н. Гогорішвілі першими поставили Червоний прапор над звільненим Кременчуком |

.
У 1989 році пам'ятник Воїну-визволителю набув свого сучасного вигляду. Для збору коштів на оновлення пам'ятника в міськвиконкомі був створений спеціальний фонд. Після реставрації на ньому не плащ-намет, а тепла шинель, прапор і автомат він тримає над головою. Біля пам'ятника з'явилися меморіальні плити з вмонтованими в них гільзами гарматних снарядів. На плитах — списки воїнів, полеглих під час оборони та визволення міста, а також прізвища кременчужан, які загинули на фронтах Другої світової війни.